# 키토스 전쟁
키토스 전쟁 또는 제2차 유대-로마 전쟁(115–117년; 히브리어: מרד הגלויות: mered ha'galuyot 또는 mered ha'tfutzot [מרד התפוצות]; 해석: 디아스포라 폭동. 라틴어: Tumultus Iudaicus)은 66–136년에 벌어진 유대-로마 전쟁 기간 중의 전쟁 중 하나이다. 로마군의 대다수가 로마 제국 동부 국경에서 벌어진 트라야누스의 파르티아 전쟁에 동원된 시기인 115년에 유대인들의 폭동이 일어났다. 키레나이카, 키프로스, 이집트에서 유대인들이 일으킨 대규모 봉기는 통제를 벗어나, 유대인 반란군에 대항하기 위해 남겨진 로마 수비대 및 로마 시민들에 대한 광범위한 학살을 야기했다.
유대인 반란군들은 주로 로마 장군 루시우스 퀴에투스가 이끄는 로마 군단병에게 마침내 진압되었고, 루시우스 퀴에투스는 이후 노멘을 이 사건에 이름 붙였으며, "키토스"란 퀴에투스가 와전된 것이다. 일부 지역들은 완전히 파괴되어 로마인들은 그 지역들의 완전한 인구 소멸을 막기 위해 그 지역에 정착을 하기도 했다. 유대인 반군 지휘관 루쿠아스는 유대로 달아났다. 마르키우스 투르보는 그를 추적하였고 이 봉기의 핵심 지도자들이던 형제 율리아누스, 파푸스에게 사형을 선고하였다. 메소포타미아의 유대인들을 정복한 루시우스 퀴에투스가 유대의 로마군 지휘를 맡아, 율리아누스와 파푸스의 지도하에서 모였던 유대인 반란자들이 있는 리다의 공방전을 지휘하였다. 리다는 그후에 점령당하였고 많은 유대인 반란군들이 처형당했는데, "리다의 학살"은 탈무드에서 종종 언급된다. 파푸스와 율리아누스는 같은 해에 로마인들에게 처형당했다. 유대의 상황은 로마인들에게 긴장 상태로 남아, 하드리아누스 황제 시기에 유대의 카이사레아 마리티마 지역으로 페라타 제6군단이 영구 주둔하게 되었다.

## 배경
로마 제국의 유대인과 그리스인 및 로마인들간의 긴장 사태는 1세기에 시작되어, 점차 폭력을 동반한 일들로 증가했으며, 주로 유대 전역에서 이런 일들이 빈번했는데, 그곳의 유대인들은 우발적으로 로마 제국에 저항하는 폭력적인 반란을 일으키고는 했다. 일부 폭력 사태들은 로마 제국의 다른 지역에서도 발생했는데, 가장 유명한 것이 이집트 속주인 알렉산드리아의 유대인 지역사회를 목표로 한 알렉산드리아 포그롬이다. 그렇지만 알렉산드리아의 사건을 제외하면, 유대인 이주민 공동체는 로마 제국 전역에서 잘 지냈고 자신들의 권한을 유지하기 위해 로마 행정 당국에 의지했다.
긴장 사태의 증가는 결국엔 66년에 시작된 제1차 유대-로마 전쟁으로 폭발했다. 맨 처음의 적대감은 그리스인들과 유대인들의 종교적 긴장 사태 때문에 일어났지만, 이후에는 세금 반대 항의 및 로마 시민들에 대한 공격으로 심화되었다. 유대의 로마의 수비대들은 순식간에 반란군들에게 압도당했고 친 로마적이던 왕 헤로데 아그리파 2세는 로마인 관료들과 함께 예루살렘에서 갈릴래아로 달아났다. 시리아의 레가투스인 케스티우스 갈루스는 질서를 회복하고 반란을 진압하기 위해 풀미나타 제12군단을 기반으로, 보조군의 지원을 받은 시리아 주둔군을 이끌고 진격했다. 하지만 그의 군단은 베스 호론 전투에서 기습 공격을 당하고 패배했으며, 이 전투 결과는 로마의 지도력에 큰 충격을 주었다.
반란의 진압은 로마 장군 베스파시아누스와 티투스에게 맡겨졌고 이들은 네 개의 군단을 데리고 67년에 갈릴래아를 시작으로 유대로 진격하기 시작했다. 반란은 티투스 휘하의 군단병들이 70년에 반란의 본거지 예루살렘을 공격 및 파괴하고 남아있는 유대인들의 요새들을 점령하면서 끝이 났다.

## 반란과 전쟁
115년에 트라야누스 황제는 파르티아 제국을 상대로 하는 동방 원정을 지휘하고 있었다. 로마의 침공은 파르티아가 대아르메니아 왕국을 침략하여 아르메니아 왕위에 있던 친로마 성향의 아르메니아 왕을 위협했기에 일어난 것이었다.
로마 제국의 전통적인 영향권 (두 제국은 약 50년 전 네로 시대 이래로 아르메니아에 대한 헤게모니를 두고 경쟁했다)에 대한 침입은 전쟁으로 이어질 수밖에 없었다.
트라야누스의 군대가 승승장구하며 메소포타미아로 진격하자, 로마 후방에 있던 유대 반란군들은 뒤에 남겨진 소규모의 수비대를 공격하기 시작했다. 멀리 떨어진 키레나이카에서 반란은 곧 이집트, 그 뒤에는 키프로스로 퍼졌고, 유대의 반란을 선동했다. 리다를 근거지로 한 널리 퍼진 반란은 이집트에서 전달되는 곡물 공급을 위협했다. 유대인들의 반란은 최근에 정복된 속주들로 신속하게 퍼졌다. 유대인들의 인구가 상당한, 니시비스, 에데사, 셀레우키아, 아르벨라 (Arbela, 현재 이라크 에르빌) 등의 도시들이 반란에 가담했고 그곳에 있던 소규모 로마 수비대들을 학살했다.

### 키레나이카
키레나이카에서, 반란군들은 스스로 "왕"이라고 칭하는, (카이사레아의 에우세비우스에 의하면) 루쿠아스 혹은 안드레아스라는 인물의 지휘를 받았다. 그의 세력들은 헤카테, 유피테르, 아폴로, 아르테미스, 이시스 등의 많은 신전들과 더불어 로마의 상징인 카이사레움, 바실리카, 공중 목욕탕 같은 공공 시설들을 파괴했다.
4세기 기독교인 역사가 오로시우스는 폭력 사태가 키레나이카 속주를 몹시 황폐화시켜서 하드리아누스 황제가 새로운 식민 도시들을 세울 수밖에 없었다고 기록했다:
그 유대인들은... 아주 야만스러운 방식으로 리비아 전역의 거주민들에게 싸움을 걸었고, 그곳의 경작자들이 살육을 당하는 등 그 지역이 꽤나 황폐해져서, 하드리아누스 황제가 사라진 토착민들을 대신해 다른 곳에서 그곳으로 거주민들을 모으지 않았더라면 그 지역은 완전히 인구가 절멸된 곳으로 남아 있었을 것이다.
디오 카시우스는 유대인들의 반란에 대해 다음과 같이 언급했다: 
키레나이카의 유대인들은 자신들의 지도자에 안드레아스를 두는 한편 키레나이카의 로마인들과 그리스인들 모두를 학살했다. 유대인들은 그리스인과 로마인들의 살점으로 요리했고, 내장으로는 요대를 만들었으며, 그들의 피를 자신들의 몸에 바르고, 그들의 가죽을 옷처럼 입었다. 많은 유대인들이 그들을 붙잡아 머리부터 아래로, 두 동강이 나도록 톱질을 했다. 다른 이들은 야생동물들에게 던져지거나 검투사들처럼 강제로 싸우도록 강요받았다. 이 모든 사태에 대한 결과로, 22만 명이 사망했다. 또한 이집트에서도, 유대인들은 많은 비슷한 일을 벌였고, 아르테미오하의 키프로스에서도 마찬가지였다. 이 지역들에서도 또한 24만 명이 사망했다. 이러한 이유로 어느 유대인도 키프로스에 발을 들이지 못했고 만일 이들이 바람으로 인해 이 지역에 밀려오게 되었다면, 그 자는 죽음에 처했다. 여러 사람들이 이 유대인들을 진압하는 데 참여했고, 이 중에 한 명이 트라야누스 황제가 보낸 루시우스였다.

1906년의 유대 대백과사전 원판은 키레나이카 대학살에 대해 이렇게 언급한다: 
이 사태의 발발로 인해, 리비아는 상당히 인구가 급감하게 되어서 몇 년 뒤에 그곳에 새로운 식민 도시들이 세워져야만 했다 (Eusebius, "Chronicle" from the Armenian, fourteenth year of Hadrian). 5세기가 시작될 무렵의 키레나이카 출신의 주교 시네시오스는 유대인들이 초래한 그 재앙에 대해 언급했다 ("Do Regno," p. 2).
유대 대백과사전은 사료로서 디오 카시우스의 기록의 중요성을 인지하고 있었으나, 키레나이카와 키프로스에서 일어난 일에 대한 행위 묘사의 기록들이 조작된 것이라 믿는다: 
트라야누스와 하드리아누스 시기의 유대 전쟁에 대한 기록에 있어서, 디오는 아주 중요한 출처이지만 (lxviii. 32, lxix. 12–14), 키레나이카와 키프로스섬에서 유대인들이 저지른 잔혹한 행위들에 대한 그의 저술은 아마도 과장된 것일 거이다.

### 이집트
루쿠아스는 반란군을 이끌고 알렉산드리아로 향했고 당시 총독 마르쿠스 루틸리우스 루푸스가 버리고 떠난, 알렉산드리아에 입성한 뒤에 불을 질렀다. 이집트 신들의 신전들과 폼페이우스의 무덤이 이때 파괴되었다. 유대인 반군들은 전해진 바에 따르면 116년에 헤르모폴리스 전투에서 승리를 거뒀다고 파피루스에서 나타났다.
트라야누스는 친위대 사령관 마르키우스 투르보 휘하의 새로운 군대를 파견했지만, 이집트와 키레나이카는 117년 가을이 되어서야 안정화되었다.

### 키프로스
키프로스에선 아르테미온이라는 자가 이끈 유대인 무리가 키프로스섬의 통제권을 장악하고 수 만 명의 키프로스의 그리스인 민간인들을 죽였다. 키프로스의 유대인들도 트라야누스가 다스리는 로마에 저항하는 반란(117)에 동참하여 학살을 벌였으며, 카시우스 디오에 따르면, 그리스인 240,000명이 죽었다고 한다. 키프로스로 군대가 파견되어, 곧 중심 도시를 탈환했다. 반란이 완전히 진압된 후에, 키프로스에 유대인들이 거주하는 것을 금지하는 법이 제정됐다.

### 메소포타미아
새로운 반란이 메소포타미아에서 일어나던 동안에, 트라야누스는 페르시아만에 있었다. 트라야누스는 니시비스 (터키어로 누사이빈), 오스로에네 왕국의 수도 에데사, 셀레우키아 (이라크)를 재정복했는데, 이 도시들은 거대한 유대인 공동체들이 있던 곳들이었다.
파르티아의 왕 오스로에스 1세의 친로마적인 왕자 파르타마스파테스는 트라야누스 황제의 수행단의 일부로서 파르티아 원정에 동반했었다. 트라야누스는 크테시폰에서 그를 파르티아의 왕으로 즉위시켰다. 카시우스 디오는 이 사건을 다음처럼 묘사했다: "파르티아인들이 반란을 일으킬지도 모른다는 것에 너무나 염려하던 트라야누스는 파르티아인들에게 그들의 왕을 주기를 바랐다. 이에 따라, 그가 크테시폰에 입성할 때, 그는 같은 시간 거대한 평원에 로마인들과 마찬가지로 모든 파르티아인들을 불러낸 뒤에, 그는 우뚝한 연단에 올라, 거창한 연설로 그가 이룩한 바를 설명한 뒤에, 파르타마스파테스를 파르티아인들의 왕으로 임명하고 그의 머리 위에 디아뎀을 올려주었다." 이 일을 마치고, 트라야누스는 진행 중이던 하트라 공방전을 직접 지휘하기 위해 북쪽으로 이동했다.
하트라 공방전은 117년 여름 내내 계속됐고, 동방의 타는 듯한 열기 속에서 수 년 간 지속적인 원정 활동은 열사병을 앓던 트라야누스에게 피해를 입혔다. 그는 건강 회복을 위해 로마로 돌아가는 긴 여정을 하기로 결정했다. 셀레우키아에서 시작한 여정 중에, 황제의 건강이 급속히 악화되었다. 그는 킬리키아의 셀리누스로 옮겨졌고 그곳에서 사망했으며, 그의 후임자 하드리아누스가 얼마 안 되어 로마의 통제권을 맡았다.

### 유대
유대인 반군 지도자, 루쿠아스는 유대로 달아났다. 마르키우스 투르보가 그를 추적했고 반란에서 핵심 지도자들이던 율리아누스, 파푸스 형제에게 사형을 선고했다. 메소포타미아 지역 유대인들의 정복자이던 루시우스 퀴에투스는 유대의 로마군을 지휘했고 유대인 반군들이 율리아누스와 파푸스의 지휘하에서 모여 있던 리다를 공격했다. 로마의 압박은 몹시 대단해서 감금되어 얼마 안 있어 사망한, 최고 랍비 가마리엘 2세조차도 하누카 기간에 금식을 허용했고 다른 랍비들도 이 조치를 묵인했다. 리다는 그후에 점령당하였고 많은 유대인 반란군들이 처형당했는데, "리다의 학살"은 탈무드에서 존경심 넘치는 극찬의 말로서 종종 언급된다. 반군 지도자 파푸스와 율리아누스는 같은 해에 로마인들에게 처형당했다.
트라야누스가 높이 평가했었고 로마에도 충실했던 루시우스 퀴에투스는 하드리아누스가 황제 자리를 얻자, 그의 지휘권을 순식간에 빼앗겼다. 그는 118년 여름에 알려지지 않은 정황 속에서 살해당했으며, 하드리아누스의 명령일 수 있다.
하드리아누스는 트라야누스의 드넓은 동방 정복지를 포기하고 동방의 국경을 안정화하며, 전쟁을 끝내는 인기 없는 결정을 내렸다. 그가 메소포타미아의 영토를 포기했지만, 오스로에스가 돌아오면서 크테시폰에서 쫓겨난, 파르타마스파테스를 복원된 오스로에네 왕국의 왕으로 세웠다. 한 세기 동안, 오스로에네는 두 제국 사이에 끼인, 완충 지대로서 불안정한 독립을 유지했다.
유대의 상황은 로마에 긴장 상태로 남아, 하드리아누스 제위 때 페라타 제6군단이 유대의 카이사레아 마리티마에 상시 주둔하게 되었다.

## 여파
긴장 사태의 고조는 130년 유대 속주에서 일어났는데, 카시우스 디오에 따르면, 이 당시 하드리아누스는 동부 지중해를 방문했고 파괴된 예루살렘을 자신의 이름을 딴 아일리아 카피톨리나라는 로마 식민 도시로 재건하기로 결정했다고 한다. 유대인들에게 반하는 하드리아누스의 다른 인가들과 함께, 그 결정은 로마의 군사 재원을 한계까지 이르게 한 극도의 폭력을 동반한 폭동이었던 132년의 바르 코크바의 난이 일어난 이유들 중에 하나였다. 이 반란은 전례가 없는 유대인들에 대한 학살과 유대인들의 관습 금지와 함께 끝이 났으며, 이 조치들은 하드리아누스가 죽은 138년에 종료되었다.

## 같이 보기
- 유대인의 반 이라클리오스 봉기
- 사마리아 봉기